# Bignicourt-sur-Marne
Bignicourt-sur-Marne és un municipi francès, situat al departament del Marne i a la regió del Gran Est. L'any 2007 tenia 409 habitants.

## Demografia

### Població
El 2007 la població de fet de Bignicourt-sur-Marne era de 409 persones. Hi havia 148 famílies, de les quals 20 eren unipersonals (4 homes vivint sols i 16 dones vivint soles), 64 parelles sense fills, 52 parelles amb fills i 12 famílies monoparentals amb fills.
La població ha evolucionat segons el següent gràfic:
Habitants censats

### Habitatges
El 2007 hi havia 162 habitatges, 155 eren l'habitatge principal de la família, 2 eren segones residències i 5 estaven desocupats. 154 eren cases i 7 eren apartaments. Dels 155 habitatges principals, 138 estaven ocupats pels seus propietaris, 14 estaven llogats i ocupats pels llogaters i 3 estaven cedits a títol gratuït; 1 tenia dues cambres, 11 en tenien tres, 36 en tenien quatre i 107 en tenien cinc o més. 113 habitatges disposaven pel capbaix d'una plaça de pàrquing. A 54 habitatges hi havia un automòbil i a 91 n'hi havia dos o més.

### Piràmide de població
La piràmide de població per edats i sexe el 2009 era:
| Homes | Edats   | Dones |
| ----- | ------- | ----- |
| 0     | 95 o +  | 0     |
| 0     | 90 a 94 | 4     |
| 0     | 85 a 89 | 4     |
| 0     | 80 a 84 | 0     |
| 8     | 75 a 79 | 4     |
| 8     | 70 a 74 | 4     |
| 4     | 65 a 69 | 4     |
| 24    | 60 a 64 | 8     |
| 4     | 55 a 59 | 16    |
| 32    | 50 a 54 | 20    |
| 8     | 45 a 49 | 16    |
| 24    | 40 a 44 | 12    |
| 4     | 35 a 39 | 24    |
| 12    | 30 a 34 | 12    |
| 12    | 25 a 29 | 4     |
| 4     | 20 a 24 | 0     |
| 16    | 15 a 19 | 12    |
| 20    | 10 a 14 | 20    |
| 8     | 5 a 9   | 12    |
| 4     | 0 a 4   | 20    |

## Economia
El 2007 la població en edat de treballar era de 276 persones, 182 eren actives i 94 eren inactives. De les 182 persones actives 161 estaven ocupades (100 homes i 61 dones) i 21 estaven aturades (8 homes i 13 dones). De les 94 persones inactives 27 estaven jubilades, 27 estaven estudiant i 40 estaven classificades com a «altres inactius».

### Ingressos
El 2009 a Bignicourt-sur-Marne hi havia 158 unitats fiscals que integraven 394 persones, la mediana anual d'ingressos fiscals per persona era de 19.072 €.

### Activitats econòmiques
Dels 14 establiments que hi havia el 2007, 1 era d'una empresa alimentària, 1 d'una empresa de fabricació d'altres productes industrials, 4 d'empreses de construcció, 2 d'empreses de comerç i reparació d'automòbils, 1 d'una empresa de transport, 2 d'empreses immobiliàries, 2 d'empreses de serveis i 1 d'una entitat de l'administració pública.
Dels 5 establiments de servei als particulars que hi havia el 2009, 1 era un taller de reparació d'automòbils i de material agrícola, 1 guixaire pintor, 1 fusteria, 1 lampisteria i 1 electricista.
L'únic establiment comercial que hi havia el 2009 era una botiga de material esportiu.

## Poblacions més properes
El següent diagrama mostra les poblacions més properes.